# ミシェル・テメル
ミシェル・ミゲル・エリアス・テメル・ルリア（葡: Michel Miguel Elias Temer Lulia ブラジルポルトガル語発音: [miˈʃɛw miˈɡɛw eˈliɐs ˈtemeɾ luˈliɐ]、1940年9月23日 - ）は、ブラジルの政治家、法律家、作家であり、同国の第37代大統領を2016年8月31日から2018年12月31日まで務めた。
前大統領ジルマ・ルセフの弾劾裁判および罷免を受けて、2011年より副大統領であった彼が就任した。ルセフが弾劾裁判で職務停止になった2016年5月12日から、テメルは大統領代行を務めていた。75歳での就任は、同国最年長の大統領である。
ルセフ大統領を解任する2016年8月31日の上院評決（61対20）で彼女の後をテメルが継ぐことになり、彼女の残り任期2年を務めあげた。就任最初のスピーチで、テメルは「国民救済」政府を提唱してブラジル国民の信頼を求めた。彼はまた年金制度と労働法を全面的に見直し、公共支出を抑制する意向を示した。
2017年の世論調査ではテメル政権支持が7％に留まり、回答者の76％がテメル辞任を支持していることが示された。辞任を求める声が大きいもかかわらず、テメルは辞任を拒否した。2018年の選挙でテメルは大統領に立候補せず2018年12月31日で退任、翌2019年1月1日にブラジル大統領はジャイール・ボルソナーロへと引き継がれた。
その後2019年3月21日、テメルはオペレーション・カー・ウォッシュの調査中に逮捕された。3月25日、テメルの代理として控訴審裁判官により人身保護令状が発行された。

## 生い立ちと学生時代
サンパウロ州ティエテに生まれたテメルは、1925年にブラジルに来た
マロン典礼カトリック教会のレバノン移民ナホール・ミゲル・エリアス・テメル・ルリアとマーチ・バーバル・ルリアの息子である。彼の両親は第一次世界大戦による飢餓や政情不安から逃れるため、レバノン北部の小さな村アバーディーヤからブラジルに移住した。テメルは8人きょうだいの末っ子にあたる。テメルはアラビア語が堪能ではないものの、アラビア語での会話内容を把握することはできる。
テメルは幼少期にピアニストになることを夢見ていたが、彼の町にはピアノ講師がいなかった。ティーンエイジャーの頃に、彼は作家を志望した。高校1年生の時に化学と物理学の授業についていけず、彼は理数系の「学者コース」を諦めた。1957年、彼はサンパウロに引っ越すと人文学と語学が主要構成の文系「学者コース」で高校を卒業した。
1959年に彼はサンパウロ大学法学科に入学し、1963年に卒業した。入学初年度に同校の学生自治会の会計係になったことで、彼は政治と関わるようになった。1962年にテメルは自治会長に立候補したが、82票で敗れた。
テメルは1964年にクーデター (1964 Brazilian coup d'état) が起こるまで中立を保っていた。軍事独裁政権の始まりで、彼は政治から離れた。1974年、彼はサンパウロ・カトリック大学(PUC-SP)で公法の博士号を修めた。

## 学問上の経歴

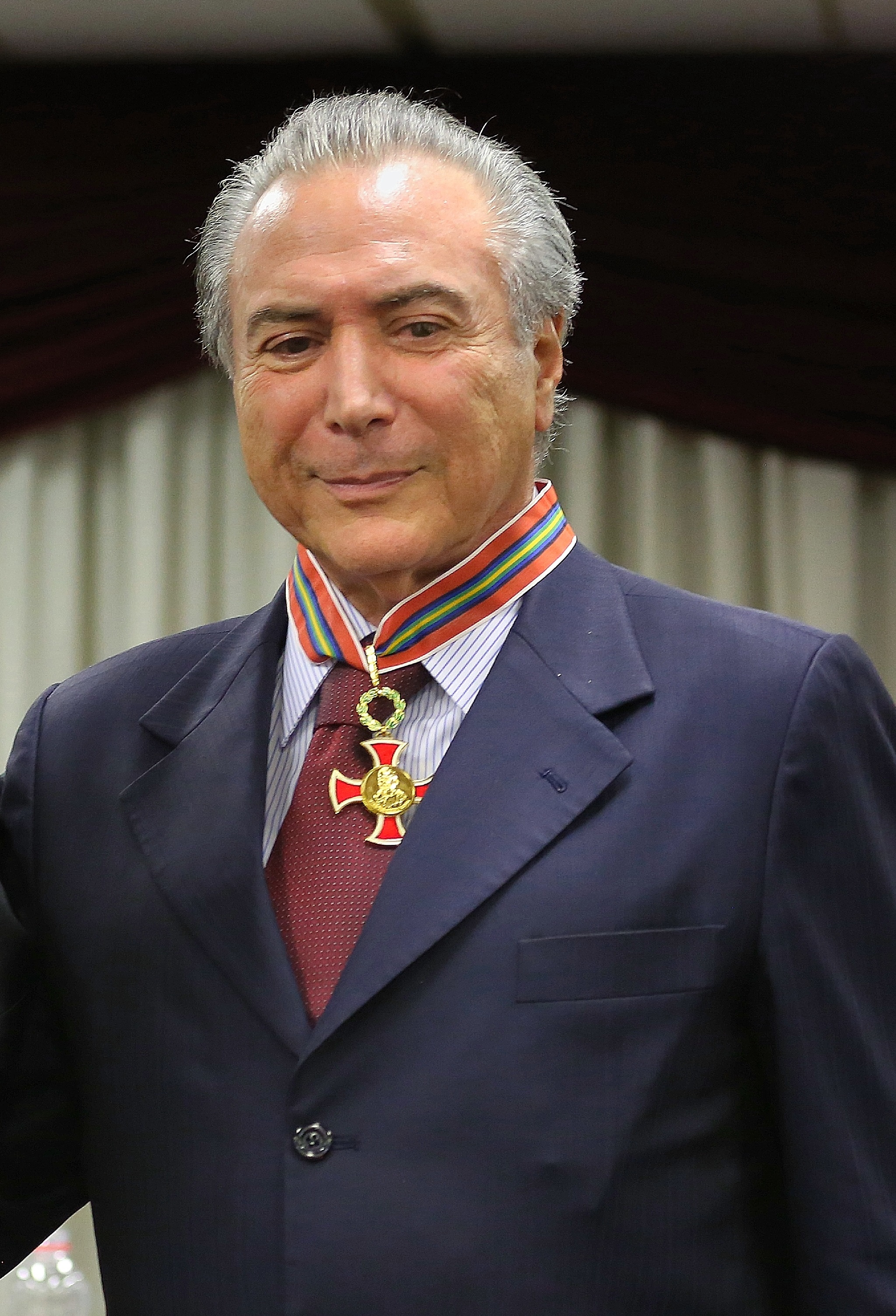
「司法功労章」を受け取ったテメル

1968年、テメルはPUC-SPで憲法を教えるようになり、そこでは民法を教えたほか大学院部門およびブラジル憲法研究所の所長であり、イベロアメリカ憲法研究所のメンバーでもあった。

### 著作物
テメルは憲法に関して主な著作を4冊出版している。 最も有名な彼の著書は1982年に出版された『Elements of Constitutional Law（憲法の要素）』で、24万部以上を売り上げた。この本はブラジルの国家組織、特に権力分立に焦点を当てている。
2006年の著書『Democracy and Citizenship（民主主義と市民権）』は法律の妥当性を強調し、連邦議会下院 (ブラジル)時代の彼の一部発言が収められている。著作にて彼は議院内閣制と政治的リコール方式の支持者であることを示した一方、経済的介入主義や増税には反対した。
ところで、彼が自分を作家だと見なしていたのは2013年の詩集 『Anonymous Intimacy（名もなき情愛）』を出版した時だけである。これには120の詩が収められており、その多くはサンパウロとブラジリア間の飛行機移動中にナプキンに書かれたものである。詩を書くことが「立法政治という不毛な活動場所」から自我を取り戻す手助けになった、とテメルは語っている。

## 政治経歴

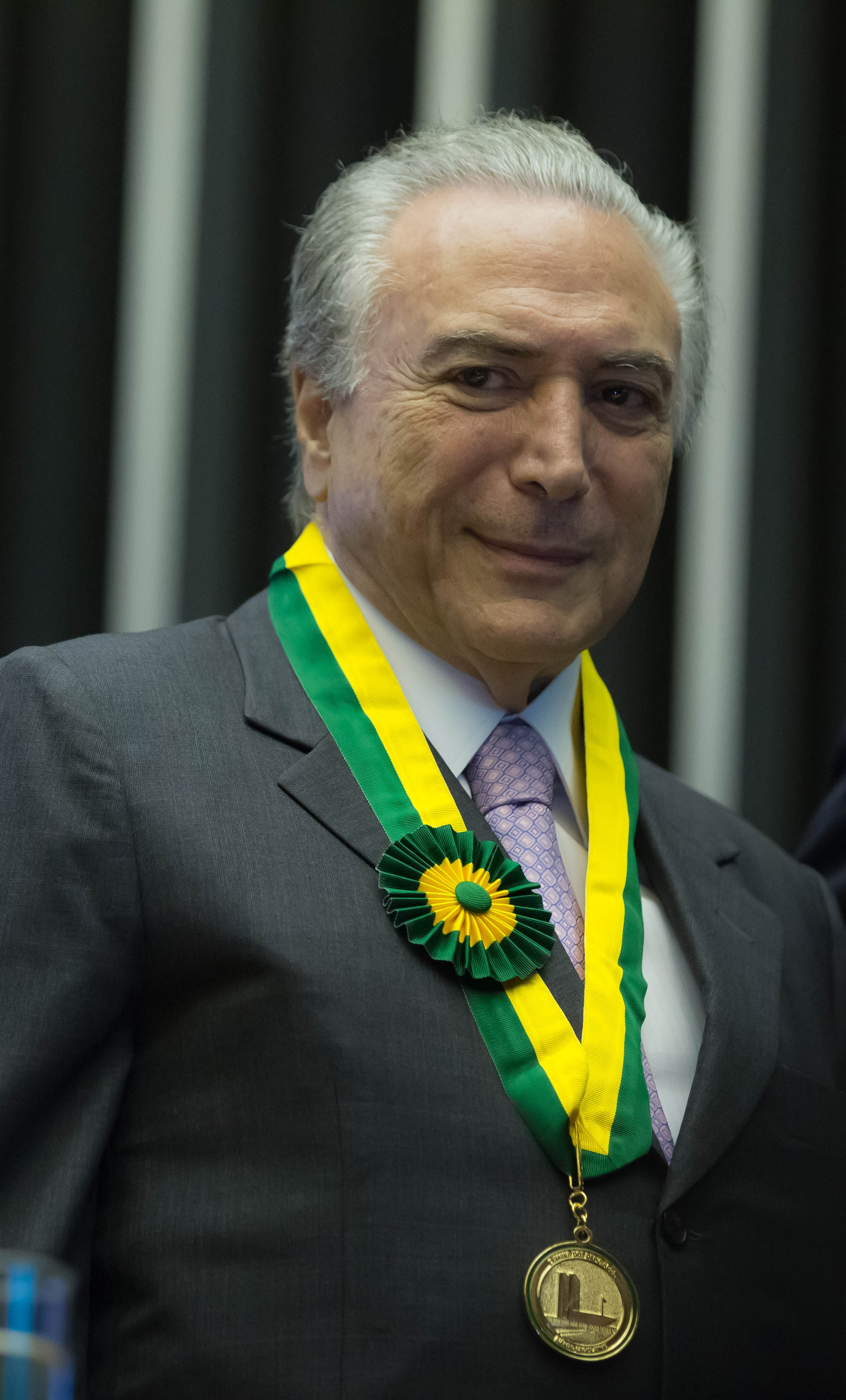
立法権における彼の影響力を示す立法功労章を掛けたミシェル・テメル

1987年以降、テメルは下院で6連続任期を務め、2年間の下院議長を3度(1997-1998、1999-2000、2009-2010)にわたって務めた。テメルはまた、現在のブラジル憲法を公布した1988年の憲法制定議会 (1988 Constituent Assembly) メンバーでもある。彼はブラジルで最大の政党ブラジル民主運動党(PMDB)の党首になったほか、2010年の大統領選挙で副大統領候補となり、ルセフの勝利および、大統領就任に伴い同国の副大統領に就任した。

### 調査
2016年、彼は1997年から2001年にかけて国営石油会社ペトロブラスを通したエタノール取引でロビイストに賄賂を渡していると告訴された。彼はまたペトロブラスと協力する建設会社カマルゴ・コレアから150万ドル以上の資金を受け取ったことでも調査された。同建設会社の会計記録には、テメルの名前が21回記載されている。彼の名前の横にある数字は合計で345,000ドルになり、これを検察局は賄賂だと提訴し、テメルは合法な政治活動の献金だと主張した。この請求は裁判所により棄却され、テメルは一切の不正行為を否定した。またテメルは同年に不正選挙でも告訴されており、2014年に違法な政治活動の献金290万ドルを要求したとされている。調査の一部は、2014年の選挙活動（再選を果たした大統領ジルマ・ルセフがをテメルを副大統領とする）資金に賄賂が提供されたのか否かに関するものだが、テメルはこれも否定している。
2017年にブラジルの連邦警察は、大統領が事業を支援するために賄賂を受け取った証拠を捜査官が発見したと述べた。捜査官らにより作成された公開ビデオでは、テメルの元補佐官ロドリゴ・ロハ・ロールスが、JBS S.A.社から大統領に送られたとされる現金約15万ドルが詰まったスーツケースを運んでいる様子が映っている。
2018年、ブラジル最高裁の裁判官は、ブラジル民主党が建設会社オデブレヒト(Odebrecht)から受け取ったとされる違法資金370万ドルの調査にテメルを含めるよう命じた。

### ジルマ・ルセフ弾劾における役割
2015年と2016年、ジルマ・ルセフの弾劾裁判が進展するにつれてテメルは論争に巻き込まれた。2015年12月、テメルは政府決定からの距離に不平を言う書簡を大統領に送った。その書簡はラテン語の”Verba Volant、Scripta Manent（発言は飛んでも、文章は残る）”で始まっている。テメルは、大統領に対する様々な苦言に関するこの連絡を「個人的な」胸中だと説明した。彼が言うには、2015年に唯一受け入れた役割となる議会との対話で貴方の政府を支援するよう幾度も要請しているにもかかわらず、ルセフは自分をまるで積極的でない「飾り物の」副大統領のように見せていたとのことだった。

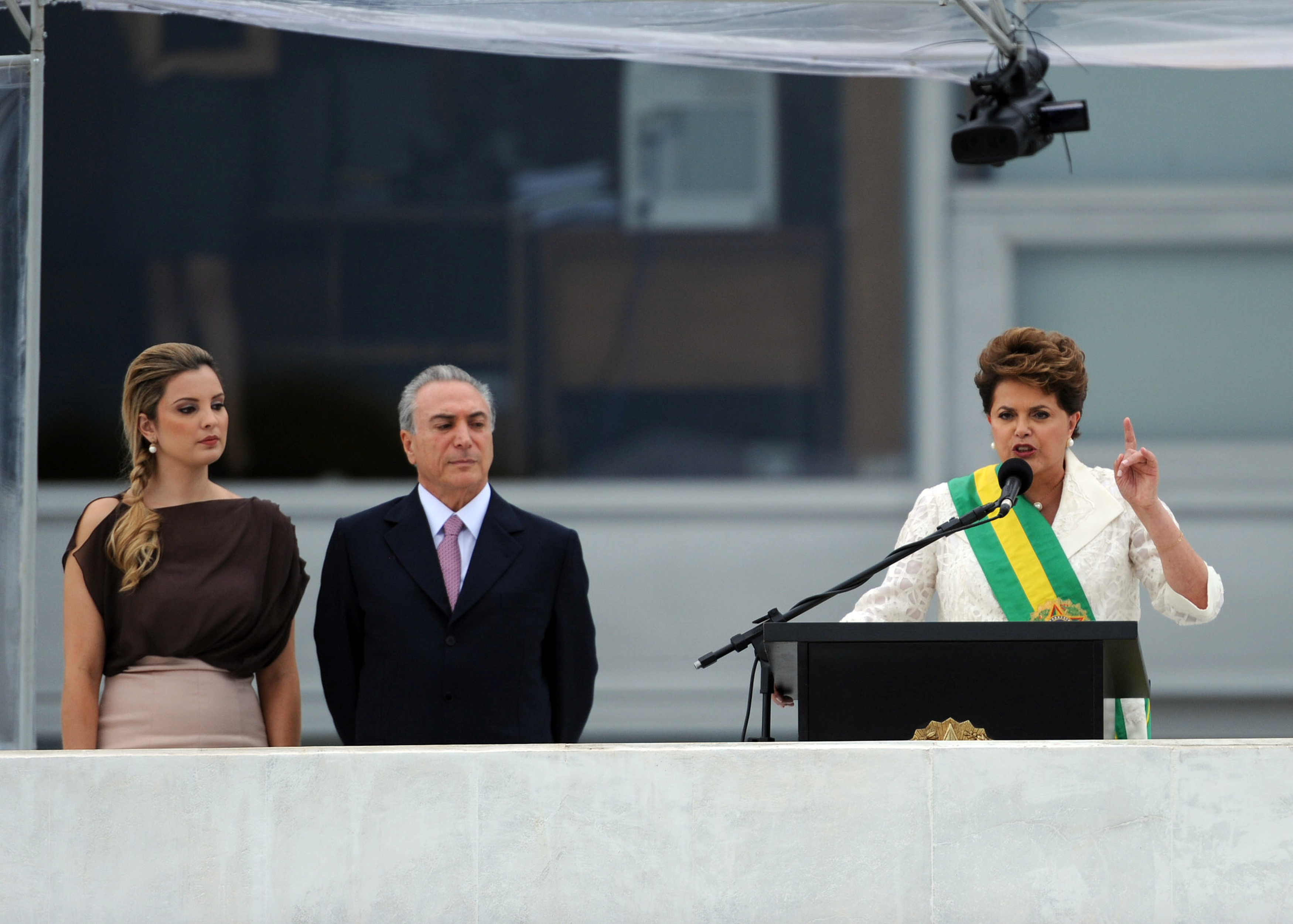
副大統領テメルと妻マルセラが見守る中、就任演説を行う大統領ジルマ・ルセフ。2011年1月1日

この書簡はブラジルのソーシャルメディアにて、副大統領をクリスマスの装飾として描いたりラテン語使用を茶化す画像などと共に揶揄された。大統領官邸はその画像には即座にコメントしなかったが、ルセフは自分の政権に対する裏切り者として彼を非難した。
2016年4月、テメルの音声ファイルがメディアに流出した。その中で、テメルは弾劾手続きが既に終わって自分が新大統領であるかのように語っている。 5月23日にフォーリャ・ジ・サンパウロ紙で初公開された録音で、テメルは「間違った期待を抱かせるつもりはない」「政権交代が3、4ヶ月で全てを解決するとは思わないでくれたまえ」と発言していた。
選挙により選ばれた大統領に対して陰謀を企てる副大統領からの裏切りおよび支援欠如などの苦情と告発を生むことになるこの流出は、大統領の弾劾請求を支持するか否かを投票する特別下院委員会が予定されている僅か数時間前に起こった。テメルは、それが議会の党代表達のWhatsAppグループに誤送信されたものだと主張した。

### 最初の弾劾請求

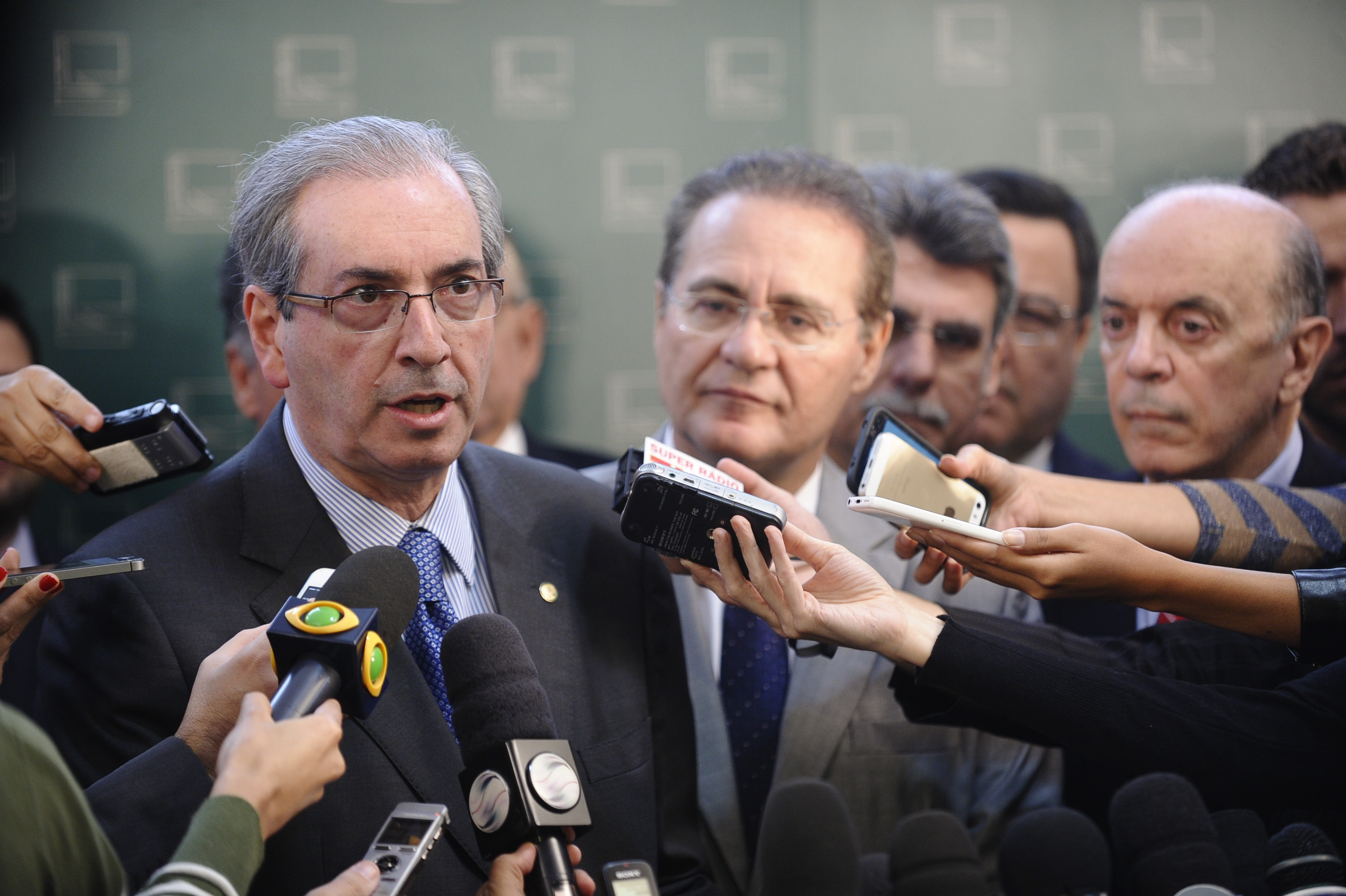
記者会見でのエドアルド・クーニャ（左）とPMDB党員のレナン・カルヘイロス（中央）。2015年5月21日

オペレーション・カー・ウォッシュに続き複数の調査が進行するにつれ、ブラジル民主運動党(PMDB)の党員に対する疑惑が生じるようになった。 2015年12月、テメルに対する弾劾裁判が提起されたが、彼の党員仲間であるエドアルド・クーニャ下院議長がこの運動を妨害し、代わりにルセフ大統領に対する弾劾裁判を許可した。
連邦最高裁判所 (ブラジル)の裁判官はクーニャの行動に問題があると裁定し、テメルが弾劾裁判を受けるよう指示した。テメルを弾劾するもうひとつの試みは2016年4月6日に先のクーニャ下院議長によって決定されたもので、弁護士より提案された犯罪責任の終了分析委員会を設立するに至った。弾劾に向けた他4件の請願がクーニャに提出された。
テメル後継の大統領職第3位の席にいるクーニャは、カー・ウォッシュ作戦で判明したマネーロンダリングの告発究明を受けることとなった。 2016年5月5日、クーニャは下院議員を脅迫しようとしたことや収賄容疑の捜査を妨害したとの要件でブラジル最高裁から下院議長を停職された。
2016年5月17日、マルコ・アウレリオ・メロ裁判官は最高裁本会議の議題に入るためこの弾劾請求を許可した。

### 大統領代行

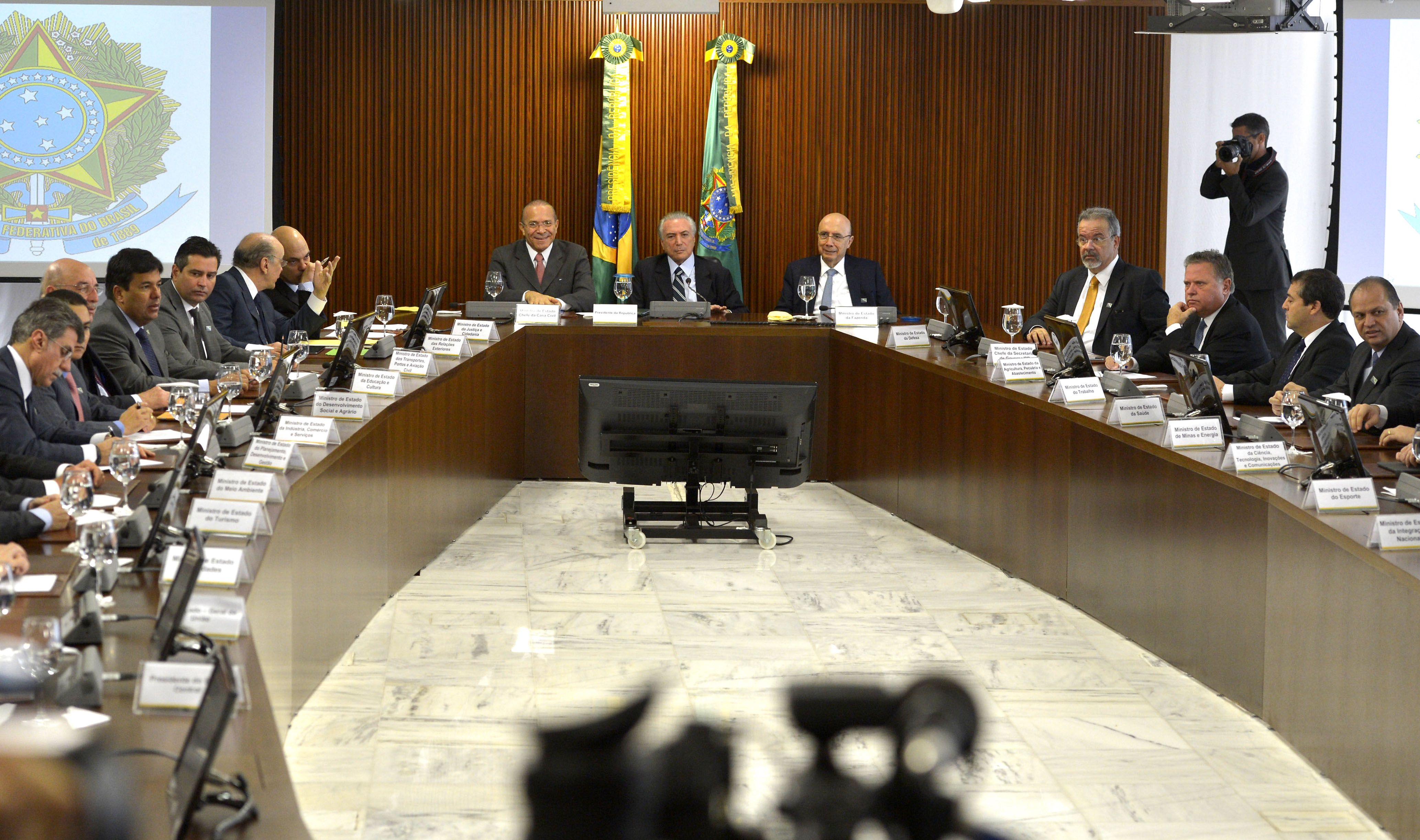
副大統領のテメルが大統領代行として、プラナルト宮で最初の閣議を開いたところ。2016年5月13日

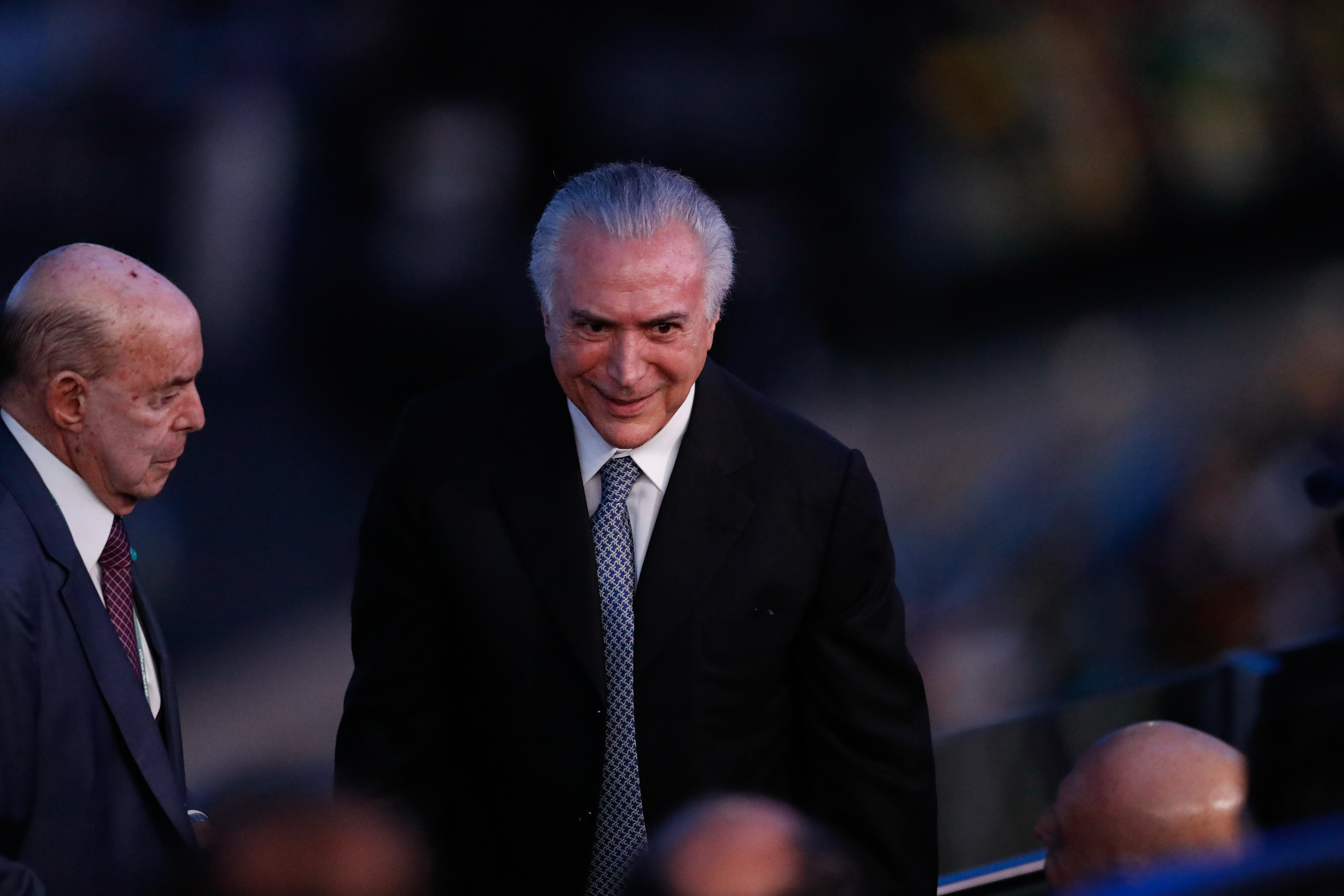
テメルが2016年リオデジャネイロオリンピックの開会式に出席した時の様子

2016年5月12日、連邦上院はルセフの弾劾容認を評決した。ブラジル憲法にて、ルセフの権限が停止されてテメルが大統領代行に就任した。一方でテメルには、自身への弾劾裁判を開始する連邦最高裁判所の決定も待ち受けていた。
大統領代行の初日、テメル副大統領は新内閣を組閣して、閣僚の数を31から22に減らした。女性の権利およびアフリカ系ブラジル人の人権活動家は、1979年以降で初めて大臣全員の任命が白人であるという事実を批判した。
2016年6月2日、テメルは選挙法違反で有罪判決を受けたことで8年間の公職立候補禁止に処せられた。このことは2018年の選挙でテメルが大統領に再選される可能性を事実上終わらせるものだった。言い換えるなら、彼は既に2018年に立候補するには不適格になったのである。同国憲法下では、大統領が諸外国を歴訪する際は常に副大統領が大統領代行になる。任期制限に関する同国憲法規定によると、副大統領が何らかの理由で大統領代行を務める場合は2期連続に制限がある。
2016年8月5日、彼は大統領代行として2016年リオデジャネイロオリンピックの開会を行った。

## ブラジル大統領

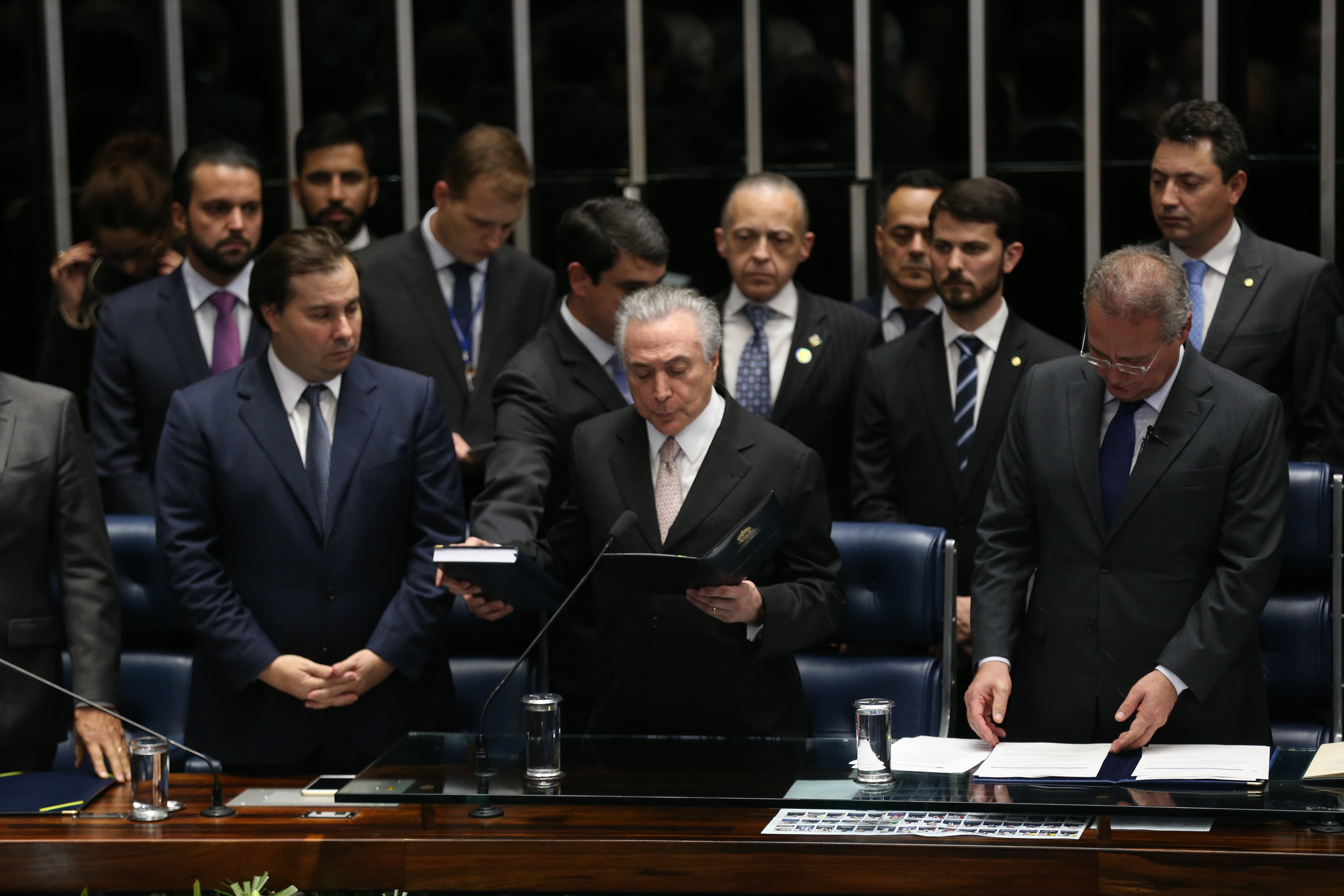
ミシェル・テメルが国会にて就任期間に大統領就任の宣誓を行っているところ。2016年8月31日

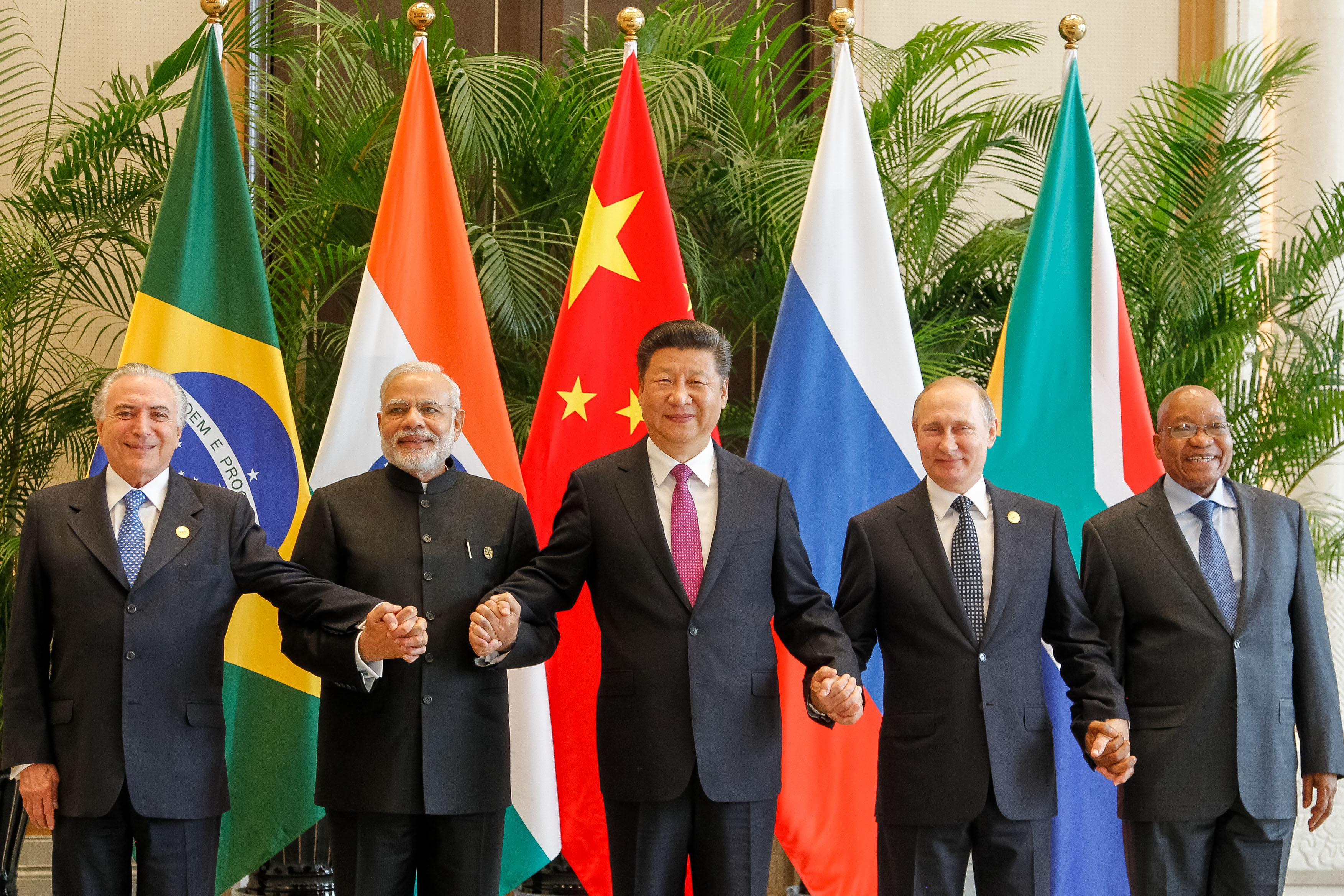
中国杭州市にて並んだBRICS首脳陣。左から、テメル、モディ 、習、プーチン、ズマ。2016年9月3日

2016年8月31日、上院がルセフの罷免を評決したことで彼女は自動失職となり、テメルが正式に第37代大統領に就任した。彼はルセフの残り任期を務め、2019年1月1日で職務を終えることとなる。副大統領の職位は空席となり、下院議長が彼の任期における憲法上の第1代理人として行動した。2016年9月7日、彼は観客からの猛烈なブーイングの中リオデジャネイロパラリンピックを開会した。
2016年10月、ブラジル憲法は議員達によって修正され、インフレだけを調整するよう公共支出を抑制（実質20年間の凍結）した。この措置にはブラジル中産階級の間で称賛と批判の双方が起こった。
2016年11月、テメル内閣の元文化大臣マルセロ・カレーロが辞任し、遺産保護措置の件でテメルが自分に圧力をかけてきたと語った。ビエイラ・リマは同年11月25日に辞任し、野党指導者はこの事件のことでテメル大統領の弾劾を求めると語った。テメルは汚職の嫌疑を否定したが、その事業についてカレーロと話したことは認めた。
2016年12月、マルセロ・オデブレヒト（同国の建設最大手オデブレヒトグループの当時CEO）がテメル大統領に賄賂を払ったと公言した。
2017年3月、テメルは再び副大統領公邸に移ることを決めた。 彼は、大統領公邸 (Palácio da Alvorada) に建築上の変更を加えたことでブラジル歴史遺産協会と最近問題を抱えていた。ブラジルのニュース雑誌『Veja』でのインタビューにて、彼は「広々とした間取り」では眠れないと語り、幽霊の可能性について問うほどだった。
2017年4月28日、労働組合がテメル政権で提案された年金労働改革に反対するゼネラル・ストライキを呼びかけたが、特に人口の大部分の関心欠如のため多くの点で失敗した。様々な公共サービスの停止があった州都と主要都市を除けば、ほとんどの場所でストライキは行進に制限されたり、単に何も起こらなかった。同政府は2017年夏をもって「大衆向け薬局」（2004年にルラ大統領政権下で創設され、最も恵まれない人達が低コストの薬を入手できるようにしたもの）の廃止を発表した。
2018年2月16日、テメルはリオデジャネイロの組織犯罪要素に取り組むことを目的とした法律に署名し、警備の全制御を軍に移管した。報道によると軍が2019年1月1日まで治安を維持する予定である。その翌日、テメルは近い将来に公安省を設立することを提案した。
ブラジル地理統計学研究所のデータによると、2017年に極度の貧困が11％増加し、不平等も再び増加（ジニ係数が0.555から0.567に上昇）した。同調査によると、政府が決定したボルサ・ファミリア（貧困層を対象とした公的な生活保護給付金）の受益者数減少が主な原因である。

### 2度目の弾劾請求
2017年5月17日、主要全国紙「オ・グロボ」によって漏洩された秘密の録音テープで、大統領が国内最大手の食肉加工会社JBSを経営するジョーズリー・バティスタと金銭支払いを議論していることが明らかとなり、再び彼を弾劾しようとする話が持ち上がった。2017年5月24日、数万人規模の大規模なデモが発生するなど市民からも大統領辞任を求める声が高まった。

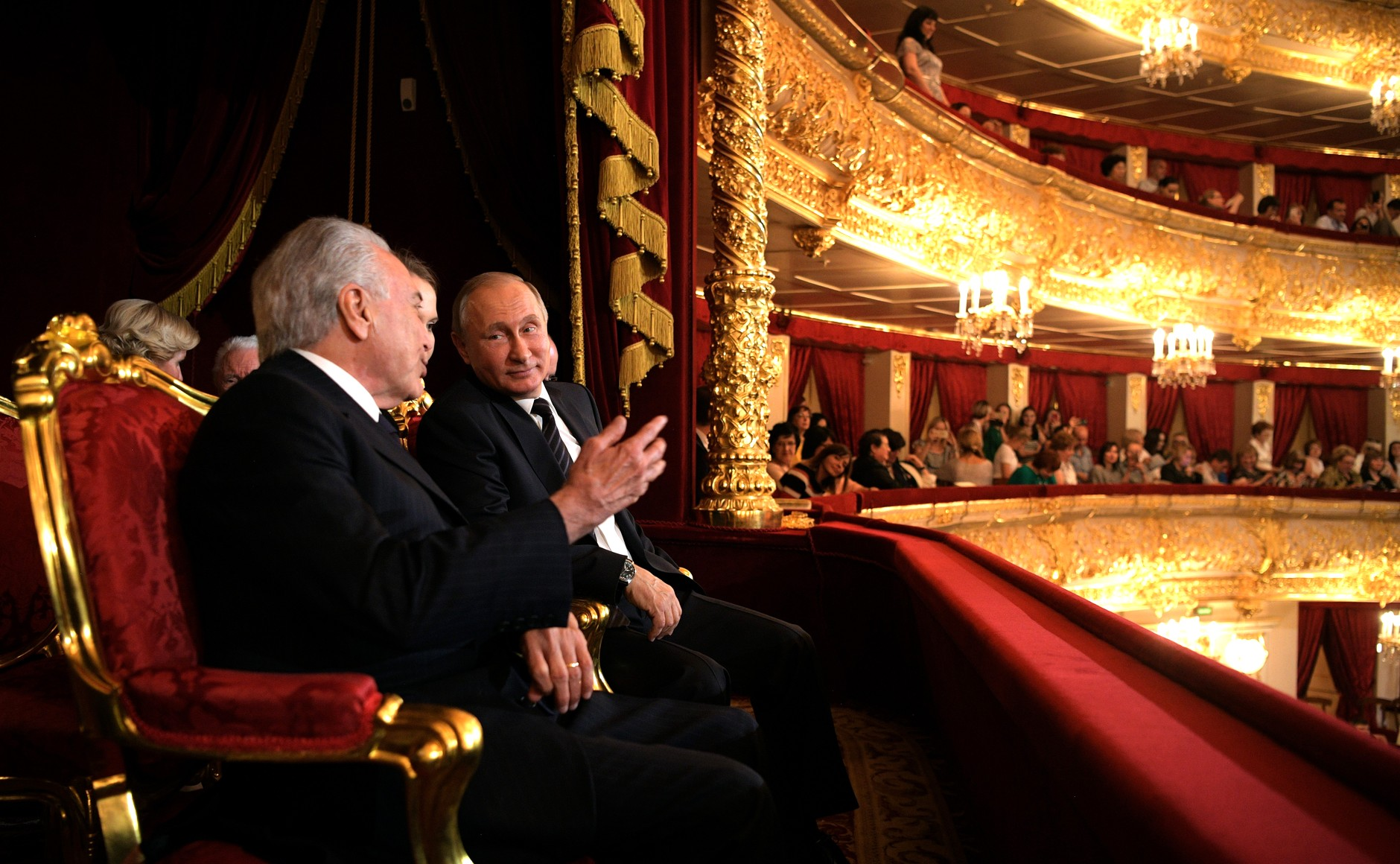
モスクワのボリショイ劇場でウラジーミル・プーチン大統領と同席するテメル。2017年6月20日

その抗議に圧倒され、テメルは首都に連邦軍を派遣した。抗議中に撮影された多くの写真と証言は、警官がデモ行進中に同参加者を銃撃しているなど、警察の横暴を示すものとなった。 テメル大統領の辞任拒否は彼をますます不人気にし、政治的膠着状態だけでなく不透明感も生みだしてしまい、国を危機に陥れてブラジル史上最悪とされる不況を増幅させた。
2017年6月9日、ブラジルの高等選挙裁判所は4対3の評決で2014年選挙中の違法な政治活動資金の起訴状についてテメルとルセフに無罪判決を言い渡し、そのため彼は在職可能となった。オデブレヒトの元副社長マルシオ・ファリア・ダ・シルヴァは答弁取引の一部として寄せられた証言で、テメルが会議で彼が所属するブラジル民主運動党に4,000万ドルの支払いを手配するよう自分に要請してきたと語った。ファリアは、自分が法律事務所でテメルと会談しており、下院議長エドアルド・クーニャと同議員エンリケ・エドゥアルド・アルベスも同席していたと発言した。 この支払いはオデブレヒトが国営石油会社ペトロブラスと求めていた契約の手数料5％に相当する、とファリアは語った。最高裁判所裁判官はこれらの証言を公表し、国営企業の特にペトロブラスでの賄賂と返礼に関わっている政治家100人以上の調査を命じた。

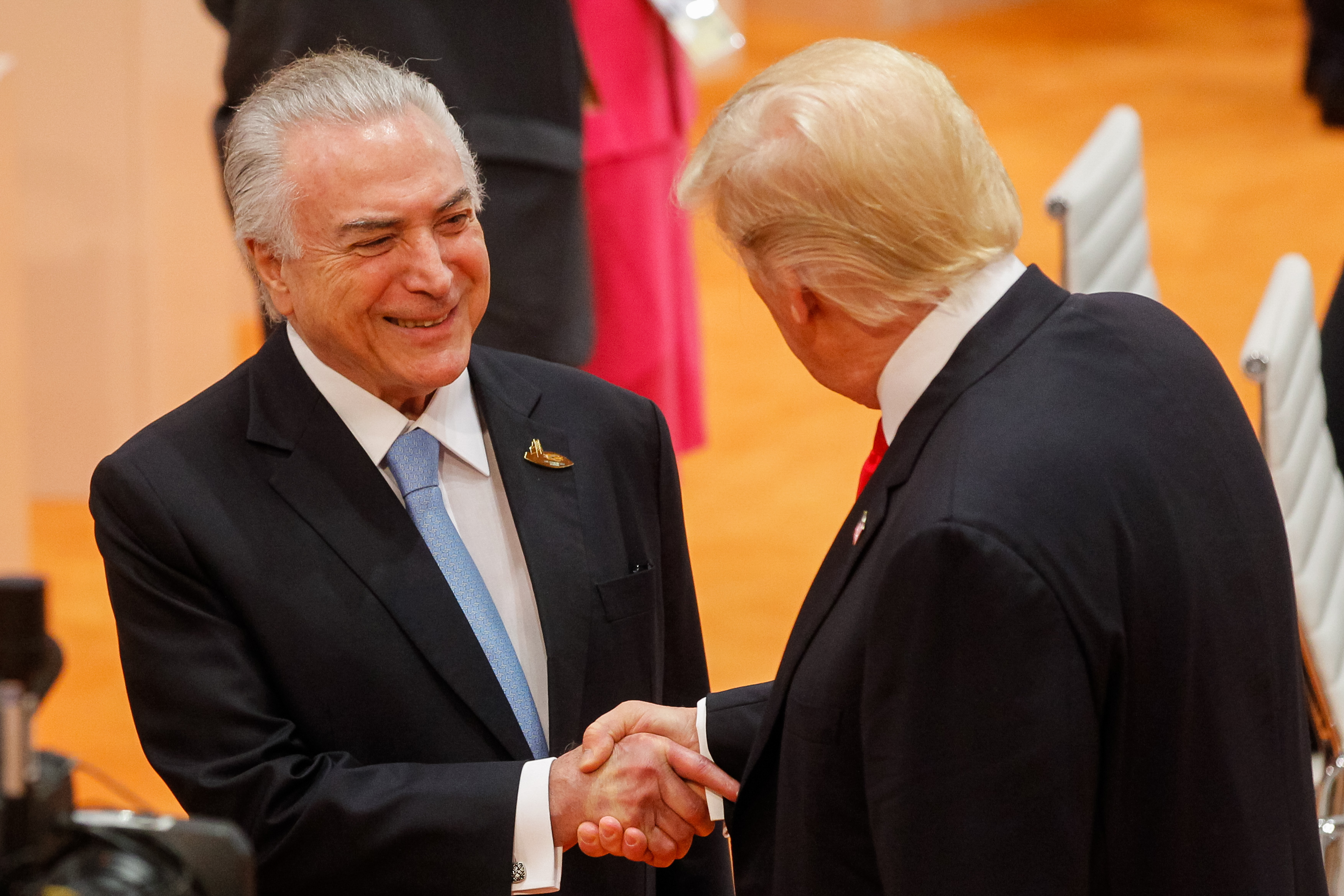
ドイツでの第12回G20地域首脳会合にて米国大統領ドナルド・トランプと握手するテメル。2017年7月8日

### 刑事告訴
2017年6月26日、テメルは収賄の件で検事総長ロドリゴ・ジャノットによって告訴され、ジャノットは起訴状を連邦最高裁判所に提出した。下院は、JBSの税金問題を解決し融資を促進する見返りに500万ドルを受け取ったという申し立てから生じたこの告訴に、評決を行う必要に迫られた。ただしテメルは、ロドリゴ・マイア（クーニャに代わり下院議長になった人物で、弾劾請求を受け入れるか棚上げする権限を持つ）の支持を取りつけていた。2017年にテメルは法務大臣を2度交代させた。連邦警察は、テメルが司法妨害でも起訴されることを推奨していたが、資金削減で連邦警察は一部捜査を不完全なまま作業部会の解散を余儀なくされた。法務大臣トルクヮト・ジャルジンは同警察首脳陣の変更を試みるもうまくいかなかった。一連の立法府の動きは、刑事訴訟法の恩赦と変更に焦点を当てたものとなっている。
2017年6月、テメルの支持率は7％でこれは30年以上にわたるブラジル大統領の誰よりも低いものだった。同年7月24-26日にIBOPE研究所（カンター・グループに所属するブラジル最大の情報収集民間企業）が実施した調査では、ブラジル人の81％が大統領の起訴を支持した。しかし8月2日、議会の下院議員はスキャンダルに苦慮する大統領に対する訴訟を、彼を裁く権限を有する最高裁判所に持ち込まないことを評決した。オブザーバーと国民は、テメルを擁護する動きはブラジルの政治や選挙制度への信頼性をさらに損ねるだけだと主張した。さらに10日には最高裁の裁判官が大統領在任中はその司法手続きを停止することを決定したため、少なくとも大統領在任中はこの罪で裁かれることはなくなった。
2019年3月21日、（大統領職を終えた後）テメルはカーウォッシュ作戦の捜査中に逮捕された。JBSの会長ジョーズレイ・バティスタが、連邦議会の元下院議長エドゥアルド・ クーニャに対する口止め料を容認していると伝えられるテメルの記録を密かに捜査員に渡した。テメルはこの嫌疑を否定した。

### アマゾン熱帯雨林の破壊
2017年8月22日、テメルはブラジル北部のパラ州とアマパ州にあるアマゾン川流域の国立保護区(Renca)を解除する命令を発し、400万haの土地について民間企業による採掘や農業ビジネスでの森林から田畑への転換を許可した。多方面からの批判を受けて、この命令は9月26日に取り消された。

### 大統領としての海外歴訪

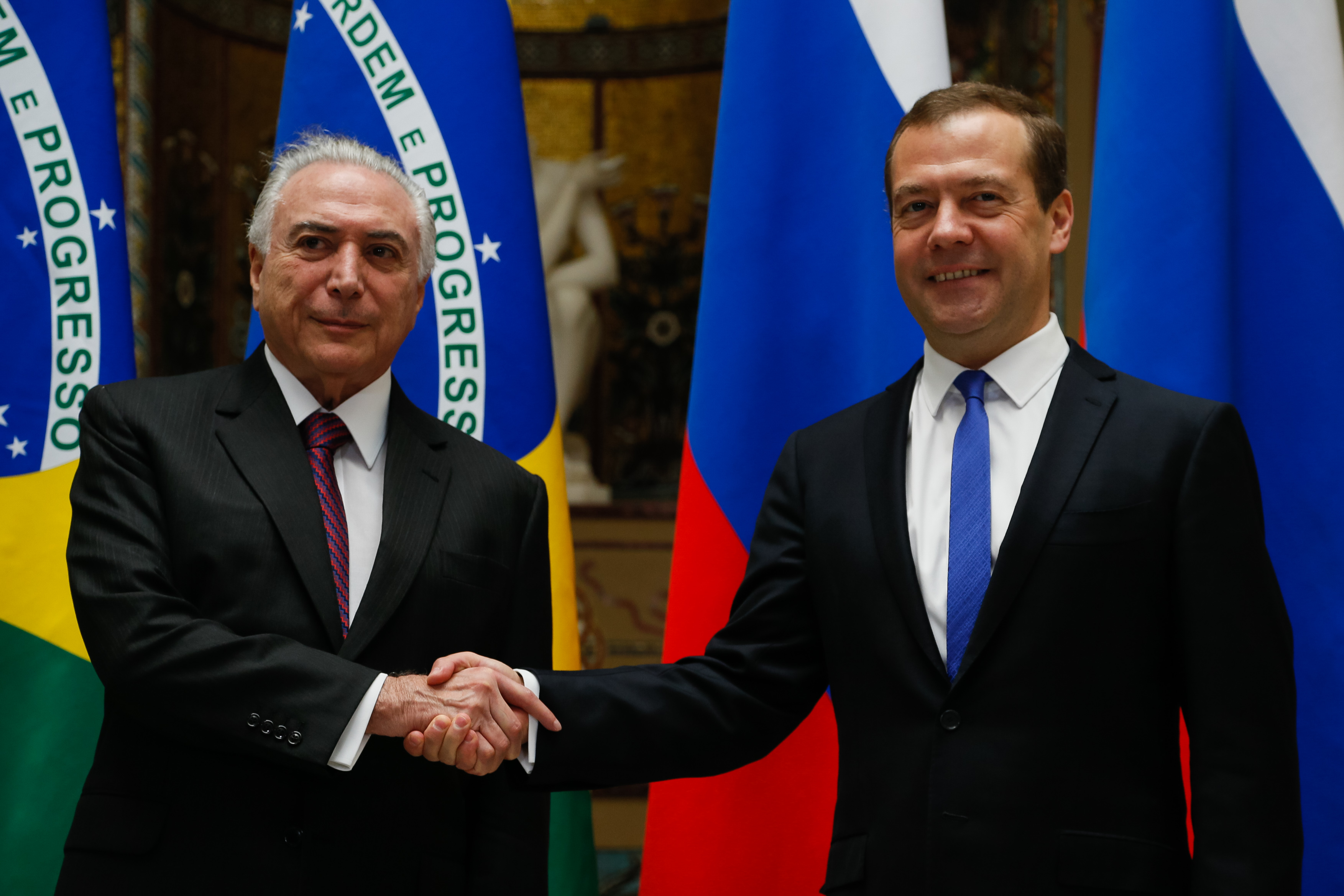
モスクワにて、ロシアのドミートリー・メドヴェージェフ（当時ロシア首相）と握手するテメル。2017年6月

2016年の来日も含め、以下の歴訪を行なっている。
| 国           | 年月                | 都市                 | 形態     |
| ------------ | ------------------- | -------------------- | -------- |
| 中国         | 2016年9月2-5日      | 杭州市, 上海市       | 実務訪問 |
| アメリカ     | 2016年9月18-21日    | ニューヨーク市       | 実務訪問 |
| アルゼンチン | 2016年10月3日       | ブエノスアイレス     | 公式訪問 |
| パラグアイ   | 2016年10月3日       | アスンシオン         | 公式訪問 |
| インド       | 2016年10月15-17日   | ゴア州               | 実務訪問 |
| 日本         | 2016年10月18-19日   | 東京                 | 公式訪問 |
| ポルトガル   | 2017年1月10日       | リスボン             | 公式訪問 |
| ロシア       | 2017年6月20-22日    | モスクワ             | 公式訪問 |
| ノルウェー   | 2017年6月22-23日    | オスロ               | 公式訪問 |
| ドイツ       | 2017年7月7-8日      | ベルリン             | 実務訪問 |
| アルゼンチン | 2017年7月21日       | メンドーサ           | 実務訪問 |
| 中国         | 2017年8月31-9月4日  | 北京市, 廈門市       | 実務訪問 |
| アメリカ     | 2017年9月18-21日    | ニューヨーク市       | 実務訪問 |
| スイス       | 2018年1月19-26日    | ダボス               | 実務訪問 |
| チリ         | 2018年3月11日       | バルパライソ         | 実務訪問 |
| ペルー       | 2018年4月13-14日    | リマ                 | 実務訪問 |
| パラグアイ   | 2018年6月18日       | アスンシオン         | 実務訪問 |
| カーボベルデ | 2018年7月17-18日    | サル島               | 実務訪問 |
| メキシコ     | 2018年7月23-24日    | プエルト・バジャルタ | 実務訪問 |
| 南アフリカ   | 2018年7月25-27日    | ヨハネスブルグ       | 実務訪問 |
| アメリカ     | 2018年9月30-10月1日 | ニューヨーク市       | 実務訪問 |
| チリ         | 2018年11月21日      | サンティアゴ         | 実務訪問 |

## 世論調査
テメル大統領政権の約1か月後になる2016年9月のIBOPE調査では、ブラジル人の39％が彼の政権を「悪いまたは酷い」と評価し、14％が「素晴らしいまたは良い」と評価した。9月20日から25日にかけて2002人を対象に聞き取り調査は 行われ、誤差は2％である。
彼の政権が悪いまたは非常に悪いとしたブラジル人の割合は、2018年6月に82％に上昇し、1985年に国家が民主主義に戻って以来、どの大統領よりも多いことがDatafolha（ブラジルの大手民間調査会社）の調査で示された。

## 私生活

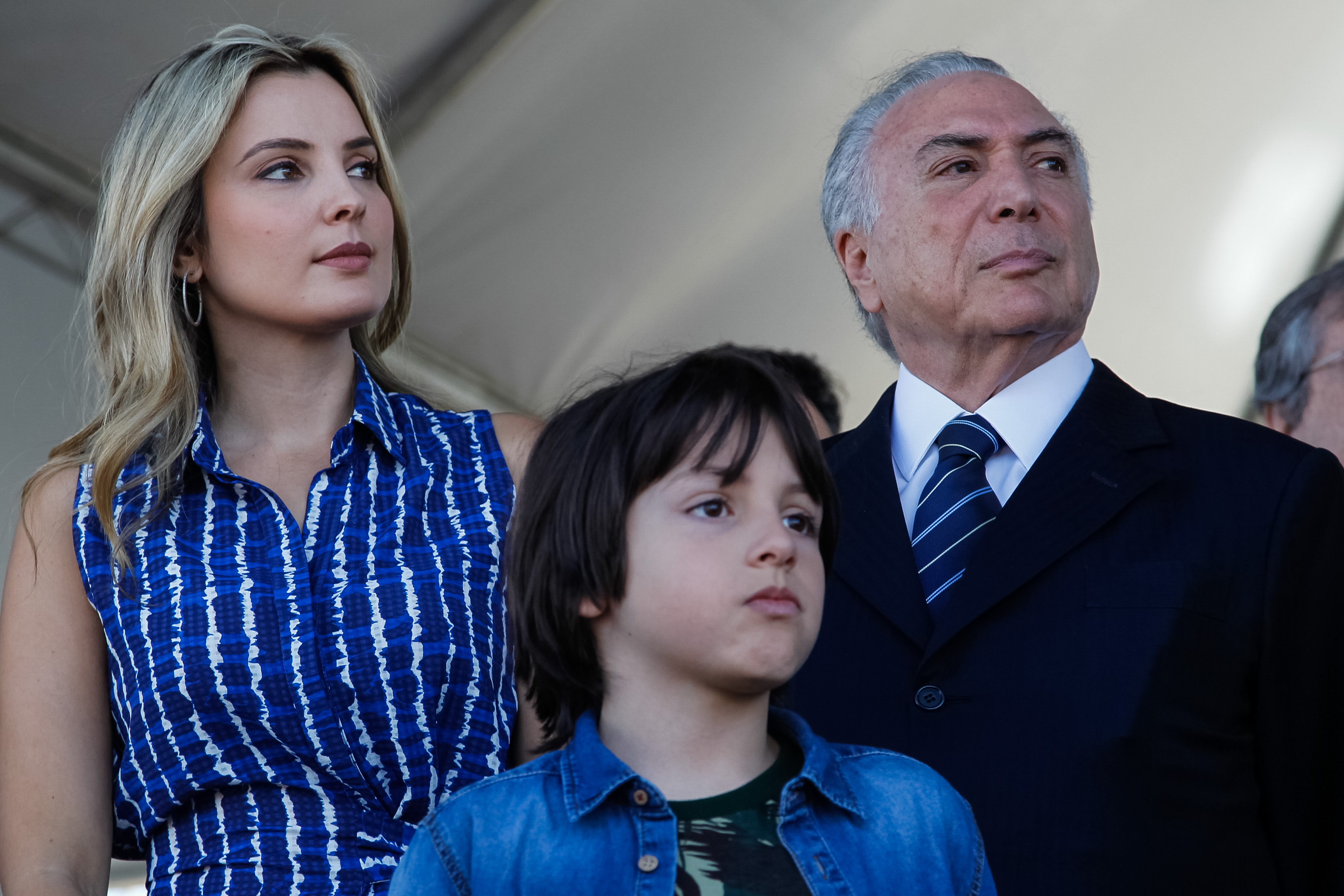
テメル夫妻が息子ミシェルを連れて、ブラジリアにて2017年の独立記念日パレードに出席した時の写真

マロン典礼カトリック教会の両親に育てられたテメルは、自身をローマカトリック教会信徒だと公言している。
テメルと最初の妻マリア・セリア・トレドとの間には、ルチアナ(1969)、マリステラ(1972)、クラリッサ(1974)、という3人の娘がいた。テメルはまた、報道記者エリカ・フェラーズとのエドゥアルド(1999)の父でもある。
現在の妻マルセラ・テデスキー(1983)は2002年、パウリニア市の職員だった叔父と共にブラジル民主運動党の年次政治大会に出席し、そこで彼女は43歳年上の政治家ミシェル・テメルと出会った。2003年7月26日に2人はささやかな挙式で結婚した。この夫婦間には「ミシェルジーニョ」という渾名で知られる息子ミシェルが誕生している。

## 叙勲
以下は、テメルが受け取った著名な勲章である。
| 勲章 | 勲章                            | 国         | 年   | 補足                                                               |
| ---- | ------------------------------- | ---------- | ---- | ------------------------------------------------------------------ |
|      | 1等級ダンネブロ勲章             | デンマーク | 1999 | 芸術、科学、経済活動での貢献やデンマークのために活動する人達が対象 |
|      | エンリケ航海王子勲章 (上級士官) | ポルトガル | 1998 | ポルトガルや同国文化への傑出した功績                               |
|      | レジオンドヌール勲章            | フランス   | 1998 | フランスの最高勲章                                                 |